# L'aria che tira (programma radiofonico)
L'aria che tira è stata una trasmissione radiofonica di Radio Rai, irradiata sulle frequenze di Radio 2. Andava in onda alle 9:30, dal lunedì al venerdì.

## Storia
La prima puntata fu trasmessa il primo luglio 1981. Autori erano gli umoristi Guido Clericetti, Umberto Domina, Alberto Roderi e Gian Maria Starace; curatore, Ermanno Anfossi. Gli attori che prestavano le voci erano, nel nucleo iniziale, Mario Brusa, Clara Droetto, Eligio Irato, Vittoria Lottero, Mario Marchetti, Rosalba Bongiovanni e Giustino Durano. Alcuni di essi furono temporaneamente o definitivamente sostituiti da Michele Di Mauro, Claudio Parachinetto, Patrizia Giangrand, Germana Pasquero, Anna Radici, Mario Zucca, Santo Versace. Per un periodo ci furono anche Nunzio Filogamo, Lauretta Masiero e Walter Valdi. Regista era Renato Zanetto. Per un anno lo è stato anche Sergio Ariotti.
L'aria che tira era essenzialmente una serie di sketch con satira di costume e qualche velato accenno di satira politica, che procurarono anche la temporanea sospensione del programma nel 1983, ma esso ritornò in onda grazie a un fiume di lettere da parte degli affezionatissimi ascoltatori. L'aria che tira fu definitivamente interrotta nel 1984. Nel maggio 1988 avvenne la prematura morte dell'autore più giovane, il milanese Alberto Roderi, a causa di un incidente di elicottero.
In rete è reperibile qualche rarissimo spezzone audio, ma a tutt'oggi Rai Teche non ha ancora provveduto a ricordare la trasmissione.
Il programma veniva allestito e trasmesso dalla Sede Rai di Torino.